# Lluís Carròs de Vilaragut
Lluis Carròs de Vilaragut i de Castellví (País Valencià, s. XV - València, 14 d'agost de 1544), fou el fill primogènit del primer baró de Toga, Francesc Carròs de Vilaragut, i germà de Galceran Carròs Pardo de la Casta i Ramón Carròs de Vilaragut i de Castellví, entre d'altres.
Membre d'una important família nobiliària valenciana, va passar a formar part del servei de Ferran el Catòlic quan tan sols era un xiquet exercint l'ofici de patge reial. Del seu pare va heretar el títol de baró de Toga, i més endavant, en l'any 1493, casà amb una de les filles del baró de Càrcer, incrementant el seu patrimoni i el seu pes polític dins de la cort reial. Els seus principals èxits els va aconseguir en la carrera diplomàtica. Entre 1510 i 1515 fou enviat com ambaixador reial a la cort anglesa d'Enric VII, qui acabava de contreure matrimoni amb l'infanta Caterina d'Aragó, per a negociar un tractat de guerra contra Lluis XII de França. Retornat de nou a la cort castellana, es va integrar dins dels cercles més poderosos de l'aristocràcia. En març de 1516 va actuar com a ambaixador d'Adrià d'Utrecht, futur papa Adrià VI, davant de l'arquebisbe de Saragossa, Alfons d'Aragó. Poc temps després entrà dins de la clientela de Guillem de Croy, senyor de Chièvres, per la qual cosa aconseguí esser destinat a l'ambaixada de Roma amb Jeroni de Vich, però el seu nomenament no fou ben acceptat per la noblea castellana, per la qual cosa fou substituït el 1520 pel senyor de Belmonte, tornant novament a la cort castellana per a integrar-se dins del seguit del monarca en les tasques de govern del Consell d'Aragó.
Finalment, el 1522, just després de la derrota de la Germania, Lluis Carròs de Vilaragut fou designat batlle general de València, lloctinent de governador de Xàtiva i alcaid de la fortalesa de la ciutat de Xàtiva. Així, emprenia el camí de tornada cap a la seua terra natal amb dos comeses principals. Per un costat, reprendre i ajusticiar els principals líders de la Germania i fer mantenir l'ordre i l'estabilitat política i social en la Governació de Xàtiva. Per l'altre, havia de redreçar la situació del Reial Patrimoni, institució que s'havia vist greument afectada per la Germania. L'any 1529, Lluís Carròs va aconseguir que l'emperador investís al seu fill, Lluís Carròs de Vilaragut i d'Eslava, coadjutor de batlle general de València quan encara era menor d'edat. Lluís Carròs va exercir l'ofici de batlle general durant molt de temps, aconseguint revertir la situació provocada per la Germania, però al final del seu mandat fou objecte d'una profunda investigació arran la primera Visita General al regne de València, en la que el llicenciat Pedro de la Gasca, va encontrar diverses irregularitats econòmiques que va intentar esmenar.
Lluís Carròs de Vilaragut i de Castellví va morir el 14 d'agost de 1544, heretant el seu fill la baronía de Toga i l'ofici de batlle general de València.